# Потекаево
Потекаево — деревня в Торопецком районе Тверской области. Входит в состав Плоскошского сельского поселения.

## Этимология
Предположительно, название деревни образовано от мужского личного имени Потекай, что значит «тот, кто переезжает с места на место».

## География
Деревня расположена в 49 километрах к северо-западу от районного центра Торопец и в 7 километрах к юго-востоку от от центра сельского поселения, посёлка Плоскошь. Ближайшие населённые пункты — деревни Лука и Красноселье.

## Климат
Деревня, как и весь район, относится к умеренному поясу северного полушария и находится в области переходного климата от океанического к материковому. Лето с температурным режимом +15…+20 °С (днём +20…+25 °С), зима умеренно-морозная −10…−15 °С; при вторжении арктических воздушных масс до −30…-40 °С.
Среднегодовая скорость ветра 3,5—4,2 метра в секунду.

## Население
| 2010 |
| ---- |
| 8    |